# Хрептик Надія Іванівна
Надія Іванівна Хрептик (нар. 1963, село Демня, тепер Миколаївського району Львівської області) — українська радянська діячка, машиніст насосних установок Миколаївського цементно-гірничого комбінату. Депутат Верховної Ради УРСР 11-го скликання.

## Біографія
Народилася в багатодітній селянській родині.
Освіта середня. Закінчила школу в селі Димівка (Демня) Миколаївського району Львівської області, а в 1981 році — Львівське професійно-технічне училище № 33. Член ВЛКСМ.
У 1981—1983 роках — контролер електролампового заводу Львівського виробничого об'єднання «Іскра».
З 1983 року — машиніст насосних установок Миколаївського цементно-гірничого комбінату Львівської області.

## Нагороди
- ордени
- медалі